# Waikisu
Waikisu, jedno od nekoliko plemenskih skupina Južnih Nambikwara, koji s još nekoliko drugih skupina žive danas na rezervatu Vale do Guaporé u brazilskoj državi Mato Grosso.
Govore južnonambikwarskim [nab] dijalektom Waikisu i pripadaju plemenskim skupinama Nambikwara do Guaporé